# Одеський район
Одеський район — район Одеської області в Україні, утворений 17 липня 2020 року. Адміністративний центр — місто Одеса.

## Географія
Природні умови Одеського району характеризуються рівнинним рельєфом, посушливим степовим кліматом, наявністю значних залежів будівельного каменю, піску, цегляної, керамзитової та карбонатної сировини, морським узбережжям (із Одеською затокою), розмаїттям солоних лиманів, зокрема Тилігульським, Куяльницьким, Хаджибейським), відомими своїми цілющими грязями, а також річок Дністер та Турунчук із Дністровським лиманом, чималих за розмірами озер, багатих на рибу та раки.
Головне природне багатство Одеського району — його земельні ресурси, що представлені чорноземними ґрунтами з високою родючістю, які у сполученні з теплим степовим кліматом формують високий агропромисловий потенціал району.
|                    |
| Куяльницький лиман |

|                                                                                    |
| Солева пустеля, що утворилася у верхів'ях Куяльницького лиману біля села Ковалівка |

|                   |
| Морське узбережжя |

|                |
| Одеська затока |

|                               |
| Коси на Тилігульському лимані |

|                                 |
| Узбережжя Дністровського лиману |

|            |
| Біле озеро |

|                 |
| Пониззя Дністра |

## Історія
Район створено відповідно до постанови Верховної Ради України № 807-IX від 17 липня 2020 року «Про утворення та ліквідацію районів». 
Раніше територія району входила до складу Біляївського, Овідіопольського (окрім Кароліно-Бугазької громади), Лиманського районів (окрім Курісовської сільської громади).

## Адміністративний устрій

### Територіальні громади
До складу району входять 22 територіальні громади:
Міські громади
- Біляївська міська
- Одеська міська
- Південнівська міська
- Теплодарська міська
- Чорноморська міська

Селищні громади
- Авангардівська селищна
- Великодолинська селищна
- Доброславська селищна
- Овідіопольська селищна
- Таїровська селищна
- Чорноморська селищна

Сільські громади
- Великодальницька сільська
- Вигодянська сільська
- Визирська сільська
- Дальницька сільська
- Дачненська сільська
- Красносільська сільська
- Маяківська сільська
- Нерубайська сільська
- Усатівська сільська
- Фонтанська сільська
- Яськівська сільська

### Населені пункти
| Назва громади             | міста | смт | селища | села | всього населених пунктів |
| ------------------------- | ----- | --- | ------ | ---- | ------------------------ |
| Біляївська міська         | 1     |     |        | 6    | 7                        |
| Одеська міська            | 1     |     |        |      | 1                        |
| Південнівська міська      | 1     | 1   |        | 5    | 7                        |
| Теплодарська міська       | 1     |     |        |      | 1                        |
| Чорноморська міська       | 1     | 1   |        | 2    | 4                        |
| Авангардівська селищна    |       | 2   | 1      | 2    | 5                        |
| Великодолинська селищна   |       | 1   |        | 1    | 2                        |
| Доброславська селищна     |       | 1   | 1      | 15   | 17                       |
| Овідіопольська селищна    |       | 1   |        | 2    | 3                        |
| Таїровська селищна        |       | 1   |        | 3    | 4                        |
| Чорноморська селищна      |       | 1   |        | 1    | 2                        |
| Великодальницька сільська |       |     | 1      | 2    | 3                        |
| Вигодянська сільська      |       |     | 1      | 14   | 15                       |
| Визирська сільська        |       |     |        | 19   | 19                       |
| Дальницька сільська       |       |     | 1      | 8    | 9                        |
| Дачненська сільська       |       |     | 1      | 7    | 8                        |
| Красносільська сільська   |       |     |        | 14   | 14                       |
| Маяківська сільська       |       |     |        | 5    | 5                        |
| Нерубайська сільська      |       |     | 1      | 4    | 5                        |
| Усатівська сільська       |       |     | 2      | 13   | 15                       |
| Фонтанська сільська       |       |     | 2      | 5    | 7                        |
| Яськівська сільська       |       |     |        | 2    | 2                        |
| ВСЬОГО                    | 5     | 9   | 11     | 130  | 155                      |

## Релігія
|                                     |
| Свято-Миколаївська церква, Біляївка |

|                                           |
| Грос-Лібентальська кірха, Великодолинське |

|                                     |
| Свято-Георгіївська церква, Єгорівка |

|                                              |
| Костел Різдва Пресвятої Діви Марії, Кам'янка |

|                                                 |
| Спасо-Преображенський кафедральний собор, Одеса |

|                                             |
| Кафедральний собор Різдва Христового, Одеса |

|                                                           |
| Церква Святих верховних апостолів Петра і Павла, Південне |